# 上原嘉四郎
上原 嘉四郎（うえはら かしろう、1892年（明治25年）12月6日 - 1970年（昭和45年）8月15日）は、沖縄県の政治家。旧姓は仲宗根。

## 人物
沖縄県本部町字伊野波出身。1913年（大正2年）沖縄県立農学校（後の沖縄県立農林学校→沖縄県立北部農林高等学校）卒業後兵役となり、農業に従事し村会議員を勤める。1922年（大正11年）本部村林業技手となり翌1923年（大正12年）収入役、1927年（昭和2年）助役となる（1期4年）。1931年（昭和6年）12月助役を退任し村勧業主任技手、兼農会技手を勤める。
前村長であった仲宗根源栄退任後の1939年（昭和14年）5月10日、本部村臨時村長に任じられ6月29日に辞任後は国頭郡農会技手、県農業会国頭支部指導課長を歴任し終戦となる。戦後本部町工務課長、産業課長、助役を経て、1950年（昭和25年）7月には第8代本部町長に就任する。また同年12月1日に行われた戦後初の国勢調査によると当時の本部町の人口21,010人、上本部村の人口6,542人であった。上原は戦後の混乱期に本部町政を担当し、戦後処理と民生の安定、経済、教育の復興等町政の発展に尽力した。